# Close Your Eyes
"Close Your Eyes" é o décimo episódio da quarta temporada da série de televisão de terror pós-apocalíptico Fear the Walking Dead, que foi exibido originalmente na AMC em 19 de agosto de 2018. Foi escrito por Shintaro Shimosawa e dirigido por Michael E. Satrazemis. Nesse episódio, Alicia é forçada a enfrentar seu complexo e agonizante passado enquanto procura refúgio de uma tempestade.
Esse episódio marca as últimas aparições de Madison Clark (Kim Dickens) e Nick Clark (Frank Dillane) na série. Eles aparecem por meio de arquivo fotográfico, no momento em que Alicia tenta matar Charlie a seu pedido, e Alicia se lembra de tudo o que Charlie fez seus familiares passarem.
O episódio foi amplamente elogiado pela crítica, que aclamou o desempenho de Alycia Debnam-Carey, interpretando Alicia Clark. Na sua transmissão original norte-americana, o episódio foi assistido em 1.86 milhões de domicílios e recebeu a classificação de 0.6 no perfil demográfico dos telespectadores entre as idades de 18 a 49 anos.

## Enredo
Alicia se refugia em uma casa para escapar da tempestade. Ela mata a família infectada que vivia no local e coloca seus corpos do lado de fora. Ela escuta passos de um intruso na casa, que é Charlie, trancada em um quarto no andar de cima. Alicia sobe e culpa Charlie pela morte de Madison e por matar Nick, dizendo que ela terá que viver com isso pelo resto da vida, o que leva Charlie a chorar. Mais tarde, Alicia ordena a Charlie que a ajude a fechar as persianas, mas para quando o barulho começa a atrair mais infectados. De volta dentro de casa, Alicia descobre que Charlie tem uma arma, que Alicia aponta na sua cabeça e hesita em matá-la, mas a guarda e manda Charlie subir para o quarto. Depois das palavras de Alicia para ela, Charlie tenta se suicidar quase deixando um caminhante preso em uma árvore mordê-la, mas é salva por Alicia, que percebe a janela aberta após ter a brasa inicial da fogueira apagada. Charlie pergunta sobre o passado de Alicia enquanto as duas jantam. Na madrugada, a tempestade se intensifica e uma das janelas quebra. Os mortos começam a entrar, e Alicia e Charlie fogem para o porão, que está inundado. Elas tentam voltar, mas o piso desmorona com a caída de uma árvore que derruba também móveis. Todas as saídas estão trancadas, e elas têm que subir em caixas pois o nível da água continua a aumentar. Acreditando que logo se afogarão, Charlie implora para Alicia matá-la, para que ela não se transforme, como seus pais. Alicia aponta a arma para a cabeça de Charlie, e lembra de seu irmão e sua mãe, mas não consegue apertar o gatilho. O infectado preso na árvore cai e desbloqueia uma das portas, permitindo que Alicia e Charlie saiam. No dia seguinte, Alicia e Charlie enterram os corpos da família que residia na casa. Alicia dirige pela estrada, e pede para Charlie fechar os olhos e imaginar a praia. Elas chegam até a mansão onde Strand e Luciana moravam e encontram o local vazio e destruído. Elas vão até o ônibus onde John e June moravam e o encontram tombado na ponte. Alicia pede para Charlie segui-la e elas vão embora.

## Produção
O episódio foi escrito por Shintaro Shimosawa e dirigido por Michael E. Satrazemis. Esse é o segundo episódio escrito por Shimosawa, que já havia escrito outro episódio nessa temporada, "Good Out Here". O último episódio escrito por ele foi "MM 54". Foi o quarto episódio dirigido por Satrazemis, o primeiro sendo "Another Day in the Diamond". Ele foi escolhido pelos showrunners Andrew Chambliss e Ian Goldberg para dirigir o episódio pela experiência com dualidade, como visto nos episódio "The Grove", de The Walking Dead, e "Laura", da própria série. Adam Suschitzky atua como diretor de fotografia no episódio. Este é o quinto episódio em que ele trabalha, o primeiro sendo "What's Your Story?". Danny Bensi e Saunder Jurriaans trabalharam com a trilha sonora, e atuam no setor desde "What's Your Story?", no início da temporada.
Alexa Nisenson reprisa seu papel de Charlie, marcando sua oitava aparição na série desde sua introdução no episódio "Another Day in the Diamond". Ela protagoniza o episódio ao lado de Alycia Debnam-Carey. Kim Dickens, Frank Dillane e Colman Domingo aparecem por meio de arquivo de imagem, embora não sejam creditados. Embora tenham sido creditados, Lennie James, Maggie Grace, Danay García, Garret Dillahunt e Jenna Elfman não interpretaram, respectivamente, Morgan Jones, Althea Szewczyk-Przygocki, Luciana Galvez, John Dorie e June em "Close Your Eyes".
Originalmente, o episódio seria protagonizado por Lennie James e Alycia Debnam-Carey, porém foi mudado drasticamente dias antes para que Alexa Nisenson ocupasse o lugar de James. As cenas do porão foram gravadas dentro de um container inundado, e Michael Satrazemis precisou de roupas de mergulho para realizá-las. Em entrevista à TV Insider, Alycia Debnam-Carey revelou que em todas as filmagens do episódio, elas ficavam mais de 12 horas molhadas, com roupas de borracha por baixo dos figurinos de suas personagens.

## Recepção

### Crítica
| Críticas profissionais | Críticas profissionais |
| Avaliações da crítica  | Avaliações da crítica  |
| Fonte                  | Avaliação              |
| ---------------------- | ---------------------- |
| Den of Geek            | [ 19 ]                 |
| Entertainment Weekly   | (mista)                |
| Forbes                 | (positiva)             |
| TV Fanatic             | [ 17 ]                 |
| UPROXX                 | (positiva)             |
| Vanity Fair            | (positiva)             |

"Close Your Eyes" foi recebido positivamente pela crítica. No Rotten Tomatoes, o episódio teve uma taxa de aprovação de 100%, com uma pontuação média de 8.75 de 10, com base em 11 avaliações. Segundo o site, Alycia Debnam-Carey merece um Emmy por sua atuação no episódio. David Zapanta, da Den of Geek, disse sobre o episódioː "Em "Close Your Eyes", a assombrosa cinematografia, uma sensação palpável de pavor e o que é sem dúvida, um desempenho que define a carreira de Alycia Debnam-Carey, se combinam para criar um episódio poderoso e artisticamente dirigido." Ele classificou-o como um estudo íntimo das personagens, principalmente Charlie. "Alexa Nisenson enfrenta o desafio, trazendo uma vulnerabilidade necessária ao seu desempenho", disse ele sobre a atuação de Nisenson. Nick Romano, da Entertainment Weekly, disse que "Alycia Debnam-Carey fez uma das performances mais impressionantes de Alicia no programa até hoje", e completou queː "Por si só, este episódio é um estudo de caráter contido (tanto em termos de estrutura episódica quanto do cenário atual) sobre Alicia, lidando com seu trauma. No grande esquema do verso morto, é outra parcela previsível que escolhe ordenhar o tom sombrio e corajoso em vez de manter a energia se movendo. Além disso, é super deprimente o tempo todo".
| |  |  |
| Alycia Debnam-Carey e Alexa Nisenson protagonizaram o episódio e foram amplamente elogiadas por suas atuações. |  |  |

Paul Tassi, da Forbes, classificou como um dos melhores episódios da série. "O resultado final foi uma clínica de atuação absoluta de Alycia Debnam-Carey, que eu evangelizei há muito tempo como a estrela de Fear the Walking Dead, e realmente, ela criou um dos personagens mais impressionantes e memoráveis de todo o universo The Walking Dead, em qualquer programa", disse ele sobre a atuação de Debnam-Carey. Erik Kain, também da Forbes, disse ser um episódio "fantástico, repleto de boas atuações, roteiros e até alguns momentos verdadeiramente emocionais e pungentes". Para ele, a melhor parte da série é Alycia Debnam-Carey. Ele completou sobre o episódio dizendoː "Do começo ao fim, 'Close Your Eyes' foi um episódio convincente, sobre a tempestade muito real que assolava a casa em que Alicia se escondia, e sobre a tempestade menos tangível, mas igualmente furiosa, dentro de Alicia e entre ela e Charlie. O resto do episódio é sobre essas duas tempestades. Uma está atacando a casa com ventos raivosos. A outra está esmagando essas duas garotas uma contra a outra. Alicia pode estar totalmente crescida, mas ainda é jovem. Charlie pode ser uma criança, mas ela é velha há anos. [...]" Sobre o momento de quase morte de Alicia e Charlie, Kain disseː "É um momento poderoso. Um dos momentos mais emocionantes do seriado ou de The Walking Dead, e quase certamente o momento mais emocional que não envolve a morte de um personagem amado. [...] Tanto Debnam-Carey quanto Nisenson fizeram um grande trabalho, e a escrita - longe das linhas pontilhadas salpicando a abominação da semana passada - foi ótima". Steve Ford, da TV Fanatic, disse que Close Your Eyes foi "um episódio de desenvolvimento de personagens fantástico e muito necessário para Alicia e Charlie". Sobre a sonoplastia, Ford disseː "Este episódio fez um trabalho fantástico ao criar uma atmosfera de puro pavor, já que qualquer música estava ausente e depender apenas dos sons sinistros do vento, chuva e rangidos da antiga casa decrépita. É o tipo de tensão atmosférica que eu gostaria que os dois shows tocassem com mais frequência".
Em sua resenha para a UPROXX, Dustin Rowles disseː "O episódio não avança muito na trama, mas de certa forma é refrescante. Não existe um plano real para avançar, porque a metade da quarta temporada não é sobre derrotar um vilão, esperar o próximo personagem morrer ou encontrar um novo lugar para chamar de lar. Tudo remonta ao livro Le Petit Prince: trata-se de criar uma casa em que esses personagens possam ver com seus corações, não com seus olhos. No caso de Alicia e Charlie, que não apenas sobrevivem a uma tempestade, mas também a companhia um do outro, uma fundação para essa casa foi lançada. Agora, trata-se de encontrar o restante dos materiais/personagens necessários para construir uma casa em cima dela. Laura Bradley, da Vanity Fair, escreveu em sua resenhaː "Alicia poderia encontrar uma maneira de perdoar a pessoa que tirou tudo dela, ou ela poderia matá-la. Durante o episódio, Alicia considerou as duas possibilidades - e a maneira como as coisas se desenrolaram foi poderosa e evocativa. Este episódio foi o desempenho mais poderoso de Debnam-Carey até agora, que provou que Alicia ainda tem muita história sobrando." Ela continuou, dizendoː "Alicia se vê em conflito - incapaz de perdoar Charlie pelo que fez, mas também não quer deixá-la morrer. Debnam-Carey expressa esse tumulto interno em todos os aspectos de seu desempenho. Alicia está incansavelmente comprometida com a sobrevivência e insegura sobre o que realmente é o ponto de sobrevivência. E embora ela se recuse a ceder aos pedidos frenéticos de Charlie para matá-la, Debnam-Carey expressa a consciência confusa de Alicia com tanta alegria que nunca é certo que Alicia não mude de ideia."

### Audiência
"Close Your Eyes" foi visto por 1.86 milhões de pessoas na exibição original nos Estados Unidos, recebendo 0.6 de classificação no perfil demográfico dos telespectadores entre as idades de 18 a 49 anos. Possui uma queda de 1.22% na audiência em relação ao episódio anterior, "People Like Us". Foi a quarta menor audiência da temporada, atrás de "The Code", "Weak" e "Blackjack". Após "Close Your Eyes", somente outros quatro episódios conseguiram ultrapassar 1.86 pontos de audiência, sendo elesː "MM 54", "I Lose People...", "...I Lose Myself" e "Here to Help".